# Lang Lang
Lang Lang, kínai: 郎朗, pinjin: Láng Lǎng (Senjang, 1982. június 14. –) kínai zongorista.

## Élete, munkássága
Lang Senjangban, Liaoning tartomány fővárosában született a család egyetlen gyermekeként. Apja, Lang Kuo-zsen az erhu nevű hagyományos húros hangszeren játszott, és eleinte a légierő zenekarának volt tagja, majd anyagi megfontolásból rendőr lett. Anyja, Csou Hsziu-lan mindig zongorista akart lenni, volt is otthon hangszerük. A gyerek hároméves korában kezdett zongorázni Liszt Ferenc 2. magyar rapszódiájának hatására, ami egy Tom és Jerry rajzfilmben hangzott el. Első óráit Csu Ja-fen zongoratanárnál kezdte, ötévesen pedig megnyert egy helyi versenyt. Apja rendkívül erős egyéniség volt, olykor kegyetlen, nagy szigorral akarta fiát sikerre vezetni. „Kilenc éves koromban nem szerettem az apámat. Tudtam, hogy nekem szentelte az életét, de azt gondoltam, hogy ez túl sok – nyilatkozta. 1991-ben apjával Pekingbe költözött, gyakorlatilag egy nyomornegyedbe, és a Központi Zenei Konzervatóriumban folytatta tanulmányait. Anyja otthon maradt, ő biztosította a pekingi költségeket. Lang pekingi tanára, akit a fiú csak „Angry (dühös) professzornak” nevezett, nem találta tehetségesnek, és eltanácsolta. Ennek ellenére ezután sem tértek vissza Senjangba, és három hónap kihagyás után Lang újra kezdett zongorázni, végül tízéves korában teljes ösztöndíjjal vették fel az intézménybe, Csao Ping-kuo professzorhoz. 1993-ban megnyerte a pekingi Hszing Haj zongoraversenyt, a következő évben pedig első díjas lett a németországi Ettlingenben, a fiatal zongoristák számára kiírt nemzetközi versenyen, majd 1995-ben megnyerte a moszkvai Nemzetközi Csajkovszkij Verseny fiatal zenészek versenyét is. 1995-ben fellépett a japán televízióban, ahol Chopin 2. zongoraversenyét mutatta be a Moszkvai Filharmonikus Zenekar kíséretével. 1997-ben végre elhagyták a nyomornegyedet és Kínát is, Amerikába utaztak, hogy Philadelphiában, a Curtis Intézetben tanuljon a legendás Gary Graffman zongoraművész-tanárnál.
Zongorista karrierje 1999-ben kezdődött, rögtön hatalmas sikerrel, amikor a chicagói Ravinia Fesztiválon, a „század gáláján”, André Watts helyére beugorva mutatkozott be: Csajkovszkij 1. zongoraversenyét játszotta a Chicagói Szimfonikus Zenekarral, Christoph Eschenbach vezényletével. A fellépést meghívások sora követte. 2001-ben debütált a New York-i Carnegie Hallban: Haydn-, Schubert-, Tan Tun-, Schumann-, Chopin- és Liszt-művek szerepeltek a műsorán, majd a Philadelphia Orchestrával Pekingben turnézott. Ugyanebben az évben mutatkozott be a BBC Promson, a londoni Royal Albert Hallban. Számos híres karmesterrel dolgozott együtt, mint Daniel Barenboim, James Levine, Lorin Maazel, Zubin Mehta, Gustavo Dudamel és Simon Rattle.
Lang Lang szívesen látott, keresett művész, telt házas koncerteken játszik a világ minden kontinensének nagy koncerttermeiben. 2003-as, a Deutsche Grammophonnál megjelent CD-je (Csajkovszkij és Mendelssohn első zongoraversenyei a Chicagói Szimfonikus Zenekarral és Barenboimmal) általános kritikai elismerést kapott. Ezt további sikeres hangfelvételek és koncertek követték. Fellépett többek között a 2007-es Nobel-díj átadásán Stockholmban, valamint a 2008-as pekingi nyári olimpia megnyitó ünnepségén. 2011. január 19-én a Fehér Házban játszott a Hu Csin-tao kínai elnök tiszteletére rendezett fogadáson, ahol többek között előadta a Szülőföldem című kínai dal feldolgozását is, ami miatt a sajtó és a politika össztüzébe került, a dal ugyanis egykor amerikaellenes érzelmekkel társult Kínában. Lang úgy reagált a negatív észrevételekre, hogy nem kívánt kritikát megfogalmazni az USA-val szemben. „Azért választottam ezt a dalt, mert gyerekkorom óta a kedvencem volt. Nem más okból választottam, mint a dallam szépségéért” – nyilatkozta. Talán erre adott további válasz a 2016-ban megjelent New York Rhapsody című lemez is (Sony Classical), amin új szerepkörben mutatkozott be: a popkísérőként. Az album New Yorkról szóló dalok sorozatából áll, és részben Magyarországon vették fel. A nagy szenzáció a CD-n Gershwin Rhapsody in Blue-jának kétzongorás változata, a második zongorán a 76 éves Herbie Hancock játszott. 2016-ban a Vatikánban lépett fel Ferenc pápa és számos nemzetközi méltóság és államfő előtt.

## Társadalmi elkötelezettsége
2008-ban elindította a Lang Lang Nemzetközi Zenei Alapítványt, hogy előmozdítsa a zenei képzést minden szinten, mint a fiatalok társadalmi fejlődésének eszközét. A New York-i székhellyel rendelkező alapítvány Észak-Amerikában, Európában és Ázsiában hajtotta végre programjait, és 2015-ben Echo Klassik különdíjjal jutalmazták. Elkötelezett aziránt, hogy javuljon a gyermekek élete szerte a világon, ezért vállalta az UNICEF jószolgálati nagykövete megbízást is. Hatására (ezt nevezik Lang Lang-effektusnak) Kínában mintegy 40 millió gyermek döntött úgy, hogy zongorázni tanul. Az amerikai Steinway & Sons zongoragyár – az ő közreműködésével – „Lang Lang Steinway” vagy „Lang Lang Piano” néven új zongoratípust fejlesztett ki fiatal, kezdő zongoristák számára. A társaság történetében ez volt az első alkalom, amikor egy előadó nevét védjegyként használta. 2013-ban az Egyesült Nemzetek Szervezete a béke hírnökei közé választotta. 2009-ben bekerült a Time magazinban a világ 100 legbefolyásosabb embere közé. Dolgozik a Weill Zenei Intézet tanácsadó bizottságában, a Carnegie Hall művészeti tanácsadó testületének legfiatalabb tagja. 2010-ben a Világgazdasági Fórum az év 250 legbefolyásosabb fiatal vezetője közé választotta. Társadalmi szerepvállalása és a művész marketing részeként 2012. július 22-én, a 2012. évi nyári olimpiai játékok előtt, egy szakaszon futott az olimpiai fáklyával. 2008-ban megjelent önéletrajzi kötete Ezer mérföldes utazás címmel, amit a Random House kiadó tizenegy nyelven jelentetett meg. 2020-ban filmet készítettek Lang Lang életéről.

## Művészete
Sok hagyományos és kortárs kínai művet játszik, de repertoárja főleg nyugati művekből áll: Haydn, Mozart, Beethoven, Schumann, Chopin, Liszt, Csajkovszkij, Rachmaninov és Prokofjev gyakran szerepel műsorán. Pályafutása során turnézott Ázsiában, Európában, az Egyesült Királyságban, az Egyesült Államokban és a világ minden táján. Gyakran közelít más, könnyebb zenei műfajokhoz: a Grammy-gálán a Metallicával, Pharrell Williamsszel és a jazzlegendával, Herbie Hancockkal játszott együtt. Ebbe a kategóriába tartozik New York Rhapsody című CD-je is. 2008-ban Mike Oldfield 2008-as Music of the Spheres című albumán zongorázott, előtte 2007-ben Andrea Bocelli koncertjén is fellépett, de van közös szerzeménye Jean-Michel Jarre-ral és Schillerrel is.
Lang Lang minden idők vitathatatlanul leghíresebb (és legjobban fizetett) kínai zongoristája, szupersztár a klasszikus zene területén, vezető rockzenészek népszerűségével és karizmájával. Kiemelkedően jó hangzást képes elérni hangszerén, és ehhez olyan pontosságú mozgás járul, ami lehetővé teszi a legnagyobb zongorista nehézségeken való túllendülést. Tudja, hogyan gazdagíthatja játékát szokatlan csillogásokkal, miközben a teljes spontaneitás látszatát képes kelteni. Megítélése mindazonáltal néha ellentmondásos a szakmán belül is és a közönség között is, sok kritikus, pályatárs negatív, gúnyos megjegyzéssel illette, főleg pályája elején. Például a Lang Lang névre utalva „Bang Bang”-nak nevezték, Earl Wild zongoraművész pedig a zongora „J-Lo-jának” (Jennifer Lopezének) titulálta. Van olyan tulajdonsága, ami előadóművészi megítélése ellen hat: a túlzott hajlam a gesztikulálásra, a mimikára, mintha arcának és testének tükröznie kellene a zene minden egyes kifejezését. Talán ezért is nem tartja néhány szakértő még teljesen kialakult művésznek.

## Magánélete
Felesége Gina Alice Redlinger zongorista, akivel 2019 júniusában házasodott össze. New Yorkban élnek, de Pekingben is van lakásuk.

## Díjai, elismerései
- 1995 – A nemzetközi Csajkovszkij-verseny junior győztese
- 2002 – Leonard Bernstein-díj
- 2007 – Grammy-díj a legjobb hangszeres előadás kategóriában
- 2010 – A lipcsei nemzetközi Mendelssohn-díj nyertese
- 2010 – A Davosi Világgazdasági Fórum Kristály-díja
- 2011 – A Royal College of Music tiszteletbeli doktora
- 2012 – A Gramophone Hírességek Csarnoka tagja
- 2012 – A Németországi Szövetségi Köztársaság érdemkeresztje
- 2013 – Arany Kamera-díj a legjobb nemzetközi zene kategóriában
- 2013 – ENSZ A béke hírnöke
- 2013 – Művészetek és Irodalom Érdemrendje (Franciaország)
- 2015 – Echo Klassik-díj az év hangszeres művésze kategóriában
- 2015 – Echo Klassik különdíj a fiatal zenészek segítéséért, a Lang Lang International Music Foundation létrehozásáért

## Felvételei
Válogatás az AllMusic listája alapján.
| Megjelenés | Tartalom                                                                                            | Közreműködők                                                                    | Kiadó               |
| ---------- | --------------------------------------------------------------------------------------------------- | ------------------------------------------------------------------------------- | ------------------- |
| 2001       | Lang Lang (Haydn, Rachmaninov, Brahms, Csajkovszkij, Balakirev)                                     |                                                                                 | Telarc Distribution |
| 2002       | Lang Lang Live at the Proms (Rachmaninov: Piano Concerto No. 3; Szkrjabin: Etudes)                  | Szentpétervári Filharmonikus Zenekar, Jurij Tyemirkanov                         | Telarc Distribution |
| 2003       | Csajkovszkij, Mendelssohn: First Piano Concertos                                                    | Chicago Symphony Orchestra, Daniel Barenboim                                    | Deutsche Grammophon |
| 2004       | Live at Carnegie Hall (Schumann, Haydn, Schubert, Tan Tun, Liszt                                    |                                                                                 | Deutsche Grammophon |
| 2005       | Memory (Mozart, Chopin, Schumann, +Liszt)                                                           |                                                                                 | Deutsche Grammophon |
| 2007       | Beethoven: Piano Concertos Nos. 1 & 4                                                               | Orchestre de Paris, Christoph Eschenbach                                        | Deutsche Grammophon |
| 2008       | Chopin: The Piano Concertos                                                                         | Vienna Philharmonic Orchestra, Zubin Mehta                                      | Deutsche Grammophon |
| 2009       | Csajkovszkij, Rachmaninov: Piano Trios                                                              | Mischa Maisky, Vagyim Repin                                                     | Deutsche Grammophon |
| 2010       | Live in Vienna (Beethove, Albéniz, Prokofjev, Chopin)                                               |                                                                                 | Deutsche Grammophon |
| 2011       | Liszt: My Piano Hero                                                                                | Vienna Philharmonic, Valerij Gergijev                                           | Sony Classical      |
| 2012       | Chopin (Concerto for Piano and Orchestra No. 2; Piano Sonata No. 3; Étude in E Major Op. 10. No. 3) | Viener Philharmonicer, Zubin Mehta                                              | Deutsche Grammophon |
| 2013       | Prokofjev 3; Bartók 2 (Prokofjev: Piano Concerto No. 3; Bartók: Piano Concerto No. 2)               | Berliner Philharmoniker, Simon Rattle                                           | Sony Classical      |
| 2016       | Lang Lang in Paris: Chopin, Csajkovszkij                                                            |                                                                                 | Sony Classical      |
| 2016       | New York Rhapsody (Copland, Gershwin, Bernstein, Danny Elfman, Mancini, …)                          | Jason Isbell, Andra Day, Herbie Hancock, Lindsey Stirling, Madeleine Peyroux, … | Sony Classical      |
| 2017       | Romance (Liszt, Bach, Chopin, Csajkovszkij, …)                                                      |                                                                                 | Sony Classical      |
| 2019       | Piano Book (Bach, Beethoven, Richter, Mendelssohn, Debussy, Poulenc, Huang, …)                      |                                                                                 | Deutsche Grammophon |
| 2020       | Bach: Goldberg Variations                                                                           |                                                                                 | Deutsche Grammophon |